# اندیس امیدیه -آغاجاری۲
امیدیه -آغاجاری۲ یک اندیس مصالح ساختمانی است که در حوالی شهر آغاجاری استان خوزستان قرار دارد و مادهٔ معدنی موجود در آن، مارن است.سنگ میزبان این اندیس آهک است  